# Catedral de San Vicente de Paúl (Elmont)
La catedral de San Vicente de Paúl  (en inglés: St. Vincent de Paul Cathedral) es el nombre que recibe un edificio religioso católico de rito siro-malankara y que funciona como la sede de eparquía de Santa María, Reina de la Paz de los siro-malankaras de Estados Unidos de América y Canadá que fue elevada a su actual estatus en enero de 2016 por el Papa Francisco y que fue creada como exarcado (Foederatarum Civitatum Americae Septemtrionalis) en 2010 por el Papa Benedicto XVI mediante la bula Sollicitudinem gerentes. Se encuentra en Elmont, Nueva York, al norte de Estados Unidos. 
Los católicos de rito siro-malankara estaban entre la gente Malayali que emigraron a América del Norte de la India en los años 60 y los años 70. Muchas de estas personas se establecieron en la ciudad de Nueva York.
La Iglesia Católica Malankara de San Juan Crisóstomo fue establecida como una misión en Long Island el 7 de noviembre de 1993. Tres iglesias católicas fueron usadas como lugares de culto. El 13 de noviembre de 2011 San Juan Crisóstomo se estableció como una parroquia en la iglesia católica San Vicente de Paúl en Elmont.